# 414026 Bochonko
414026 Bochonko este o planetă minoră (asteroid) din centura de asteroizi. A fost descoperită pe 11 iunie 2007 la Mauna Kea de David D. Balam. 
Obiectul prezintă o orbită caracterizată de o semiaxă mare de 2,2334026847478 UAi, o excentricitate de 0,21, o înclinație de 7,1 ° în raport cu ecliptica.